# Cryptohelcostizus nigricans
Cryptohelcostizus nigricans là một loài tò vò trong họ Ichneumonidae.